# Holčovice (Postupice)
Holčovice (Duits: Holtschowitz) is een Tsjechische plaats in de gemeente Postupice, regio Midden-Bohemen, en maakt deel uit van het district Benešov. Het dorp ligt op 3 kilometer afstand van Postupice.
Holčovice telt 25 inwoners (2021).

## Geschiedenis
De eerste schriftelijke vermelding van het dorp dateert van 1400.
Sinds 1960 is Holčovice volledig ondergebracht bij het district Benešov.

## Verkeer en vervoer

### Autowegen
Er leidt een regionale weg naar het dorp.

### Spoorlijnen
Er is geen station in Holčovice. Het dichtstbijzijnde station is in Lhota Veselka, op vijf kilometer afstand. Dat station ligt aan spoorlijn 222 Benešov - Vlašim - Trhový Štěpánov. De lijn is enkelsporig en werd tussen Benešov en Vlašim in 1895 geopend.

### Buslijnen
Er is geen bushalte in het dorp. De dichtstbijzijnde bushalte is in Milovanice, op anderhalve kilometer afstand:
| Halte                 | Lijn(en)    | Traject(en)                                          | Vervoerder(s)            |
| --------------------- | ----------- | ---------------------------------------------------- | ------------------------ |
| Postupice, Milovanice | 455 750 758 | Benešov - Tábor Benešov - Načeradec Benešov - Vlašim | Comett Plus CŠAD Benešov |

## Bezienswaardigheden
- Monumentale klokkentoren;
- Wegkruis.

## Galerij

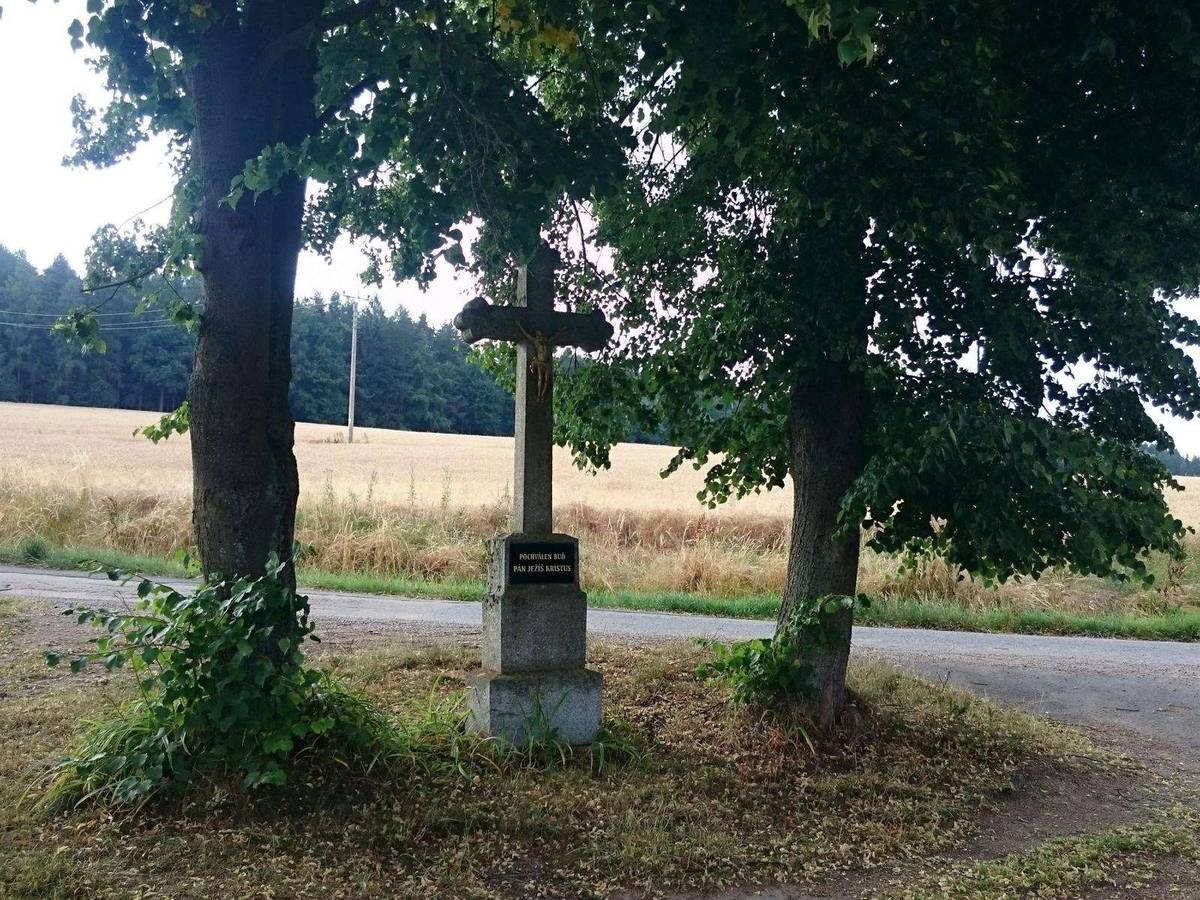
Wegkruis (2021)
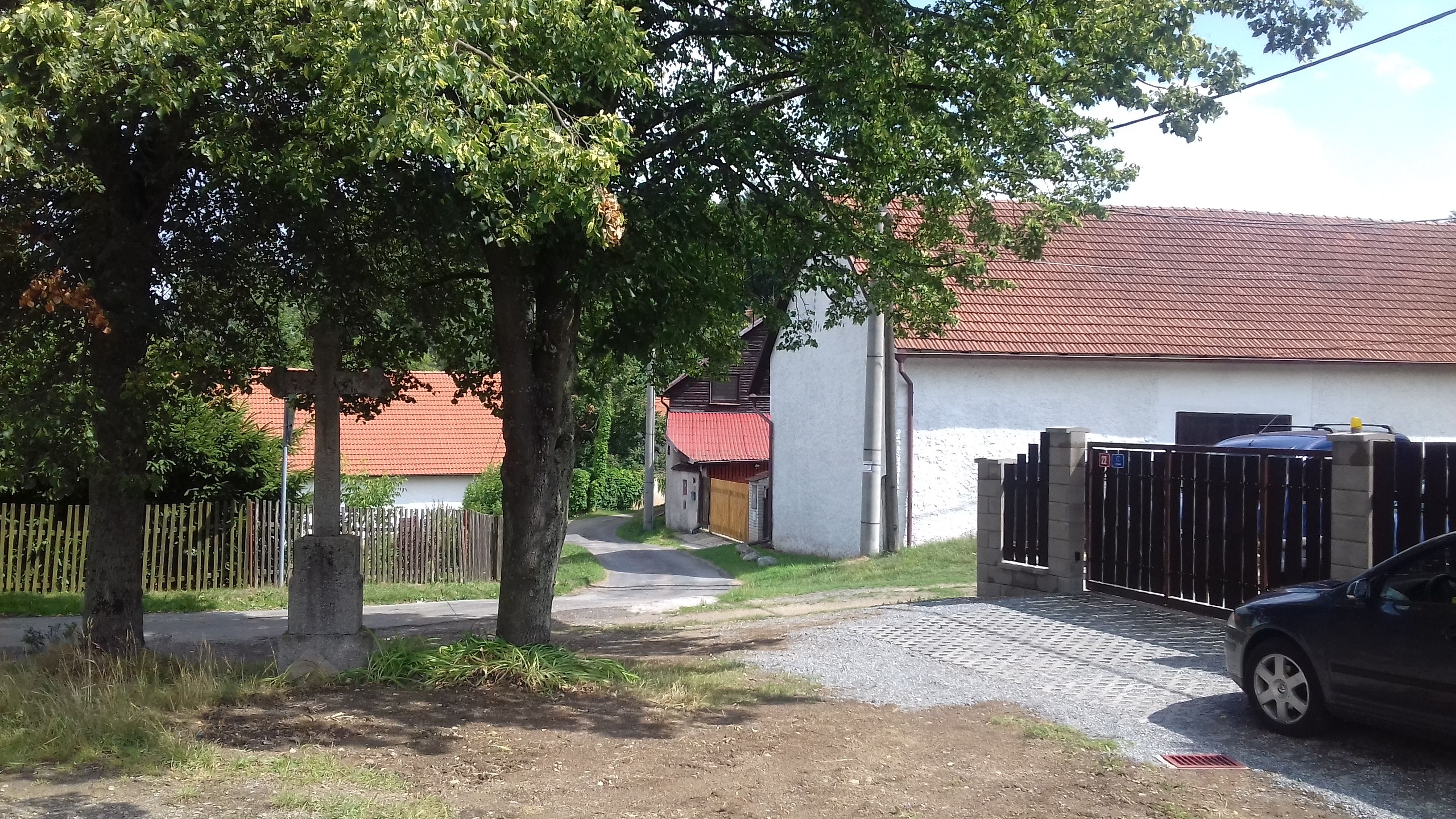
Huis in het dorp (2017)
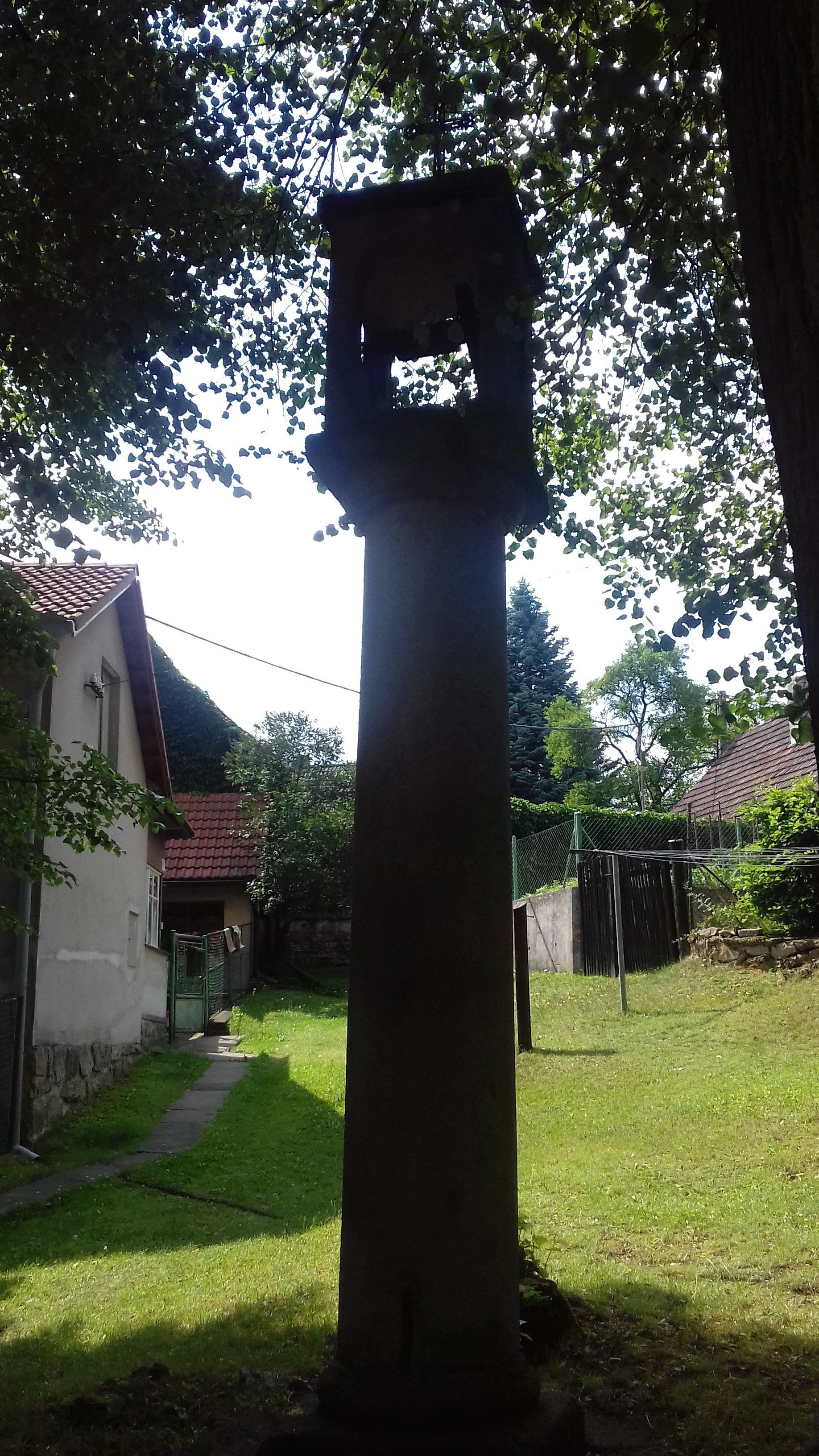
Klokkentoren (2017)